# Agostino Di Bartolomei
Agostino Di Bartolomei (Rome, 8 april 1955 – Castellabate, 30 mei 1994) was een Italiaans voetballer. Hij speelde voornamelijk voor AS Roma.
Di Bartolomei was aanvoerder van het Roma dat in het seizoen 1982/83 voor de tweede keer in haar geschiedenis de landstitel won.
Di Bartolomei maakte op 30 mei 1994 een einde aan zijn leven, tien jaar nadat hij met Roma de finale van de Europa Cup verloor van Liverpool FC.